# エレファンティネ・パピルス

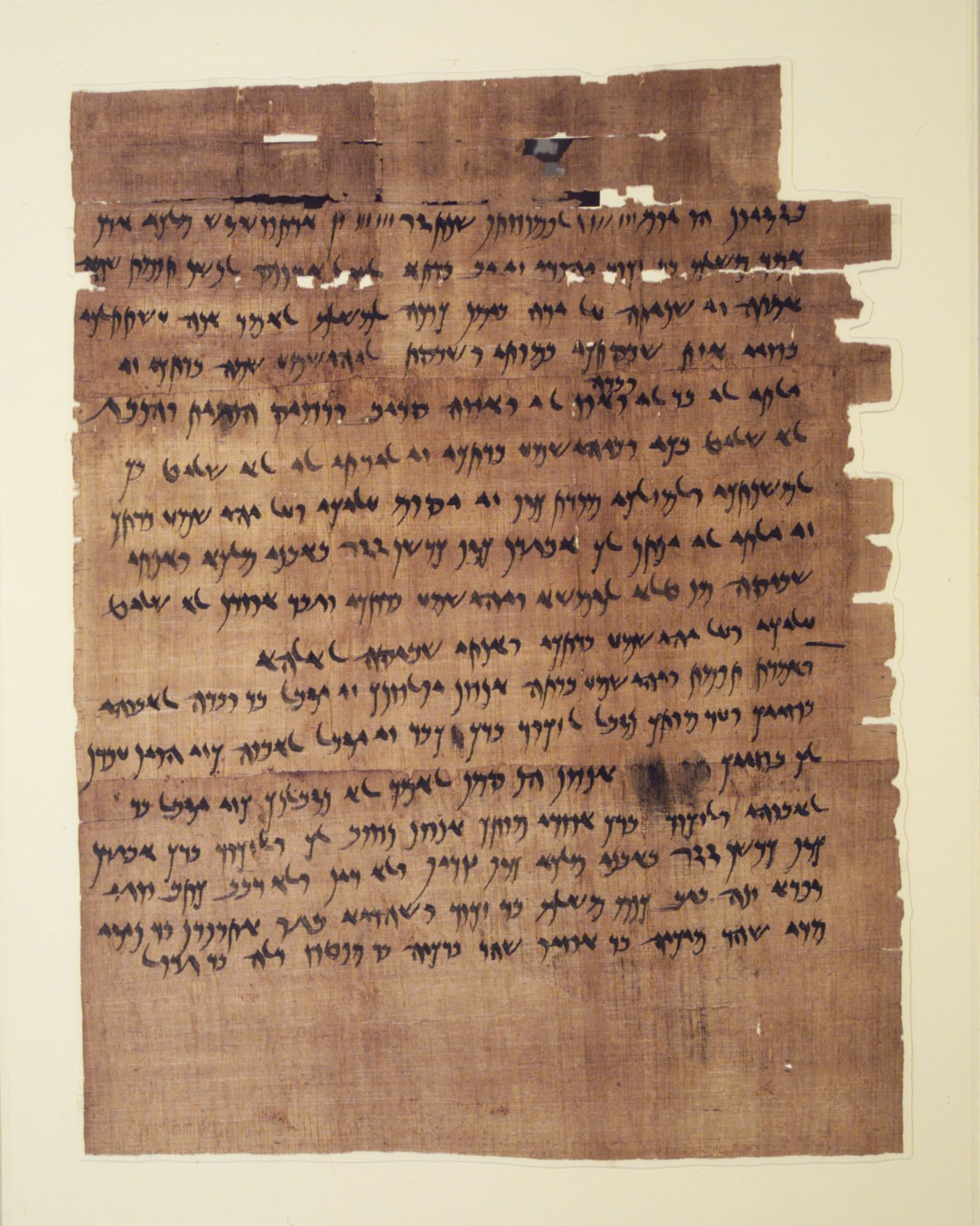
タムトとその娘イェホイシェマの奴隷解放証書（紀元前434年）。ブルックリン美術館蔵

エレファンティネ・パピルス（Elephantine papyri）は、エジプトのエレファンティネ島およびアスワンの国境地帯の要塞から発見された175種の文書であり、ヒエラティックやデモティックで書かれたエジプト語、アラム語、ギリシア語コイネー、ラテン語、コプト語による1000年にわたる数百枚のパピルスからなる。文書の内容は手紙、家庭の法律的契約、その他の古記録であり、学者にとって書簡、法律、社会、宗教、言語、固有名詞などのさまざまな分野の知識の貴重な源泉になっている。
パピルスの最大の部分はアケメネス朝時代の「リングワ・フランカ」であったアラム語で書かれており、アケメネス朝によって支配された紀元前495-399年においてエレファンティネに駐屯したユダヤ人兵士のコミュニティーの文書である。
19世紀後半以降、現地の古物のグレーマーケットに流出し、いくつかの西洋のコレクションに分散した。1906年から1908年にかけて、考古学者オットー・ルーベンゾーン (de:Otto Rubensohn) とパピルス学者フリードリヒ・ツッカー (de:Friedrich Zucker) の率いるドイツの調査隊による考古学的調査が行われた。
紀元前419年の「過ぎ越しの手紙」（1907年発見）は過ぎ越しの祭を適切に過ごすための詳細な指示を含み、現在はベルリンのエジプト博物館が所蔵している。
ブルックリン美術館もエレファンティネ・パピルスを所蔵する。このブルックリン・パピルスの発見はそれ自身が注目に値する物語である。最初ニューヨークのジャーナリストだったチャールズ・エドウィン・ウィルバーが1893年に取得し、50年以上倉庫に眠っていた後、ブルックリン美術館のエジプト部門に届けられた。このとき学者ははじめて「ウィルバーが最初のエレファンティネ・パピルスを取得した」ことに気づいたのだった。

## 歴史的価値
エレファンティネ・パピルスは現存するいかなるヘブライ語聖書写本よりも古く、したがって紀元前5世紀にユダヤ教がどのように実践されていたかについて、非常に重要な知識の片鱗を学者に与えてくれる。パピルスは、紀元前400年ごろに多神教を信仰し、書かれたトーラーの知識を持たなかったと考えられるユダヤ人の一派が存在した明らかな証拠を示す。
パピルスが述べている同様に重要な事実は、エレファンティネにあった小さなユダヤ神殿の存在で、紀元前411年という遅い時代にあって捧げ物や動物犠牲を捧げるための祭壇を持っていた。このような神殿は「申命記」12章に定められた「神殿はエルサレムの外に建てられてはならない」という法に対する明らかな違反である:31。その上パピルスによればエレファンティネのユダヤ人たちはエルサレムの大祭司に手紙を送って神殿の再建を要求しており、当時のエルサレム神殿の祭司が「申命記」の法を強制されなかったことを示唆しているようである。
ユダヤ教の発達とヘブライ語聖書の時代に関する一般的に受け入れられたモデルでは、これらのパピルスが書かれた時代には一神教とトーラーが充分に成立していなければならず、パピルスの内容はこのモデルと矛盾するように見える。大部分の学者は、この明らかな食い違いを、エレファンティネのユダヤ人が何世紀も前のユダヤ人の宗教実践の孤立した残存者であるか:32、またはトーラーは当時ようやく広まりつつあったとして理論的に説明している。
しかし近年、Niels Peter Lemche、Philippe Wajdenbaum、Russell Gmirkin、Thomas L. Thompsonらの学者は、紀元前400年以前のユダヤ人文化に一神教とトーラーが存在しえなかったことをエレファンティネ・パピルスは示しており、したがってトーラーはおそらく紀元前4-3世紀のヘレニズム時代に成立したと考えられると主張している:32ff。

## エレファンティネのユダヤ神殿

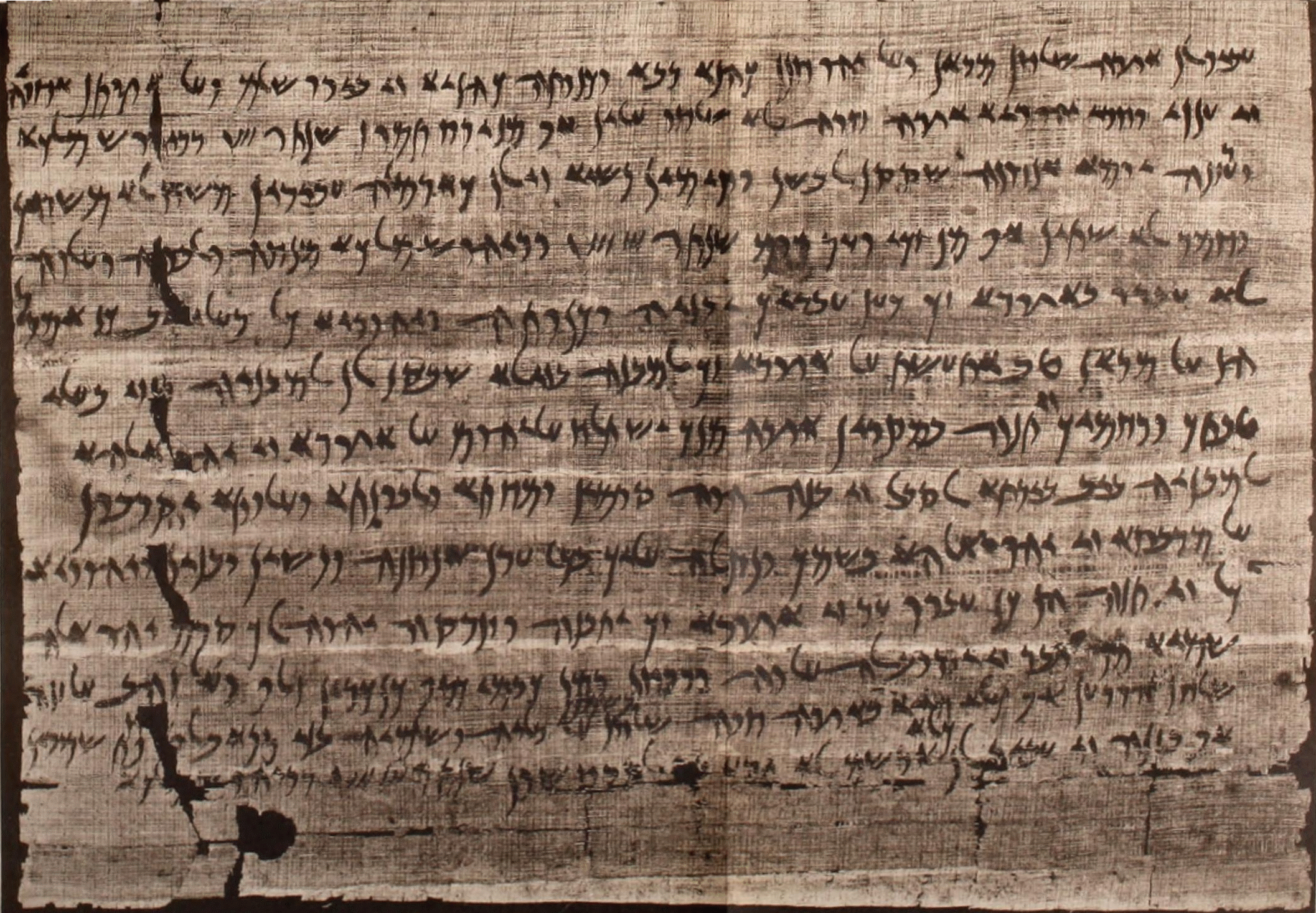
エレファンティネのユダヤ神殿の再建を要求する手紙

ユダヤ人たちはヤハウェのための自分自身の神殿を持っていたが、多神教的な信仰を証拠だてるもので、エジプトのクヌム神の神殿と並行して機能した。
1967年に行われた発掘では、ユダヤ人の集落が小さな神殿を中心としていることを明らかにした。
「バゴアスへの誓願」（セイス＝カウリー・コレクション）は、紀元前407年にペルシア人のユダヤ知事バゴアスへあてて書かれた手紙で、エレファンティネのコミュニティーの一部の反ユダヤ人暴動によってエレファンティネのユダヤ神殿がひどく損壊したため、再建を支援するように訴えている。
訴えの中で、エレファンティネのユダヤ人住民は損壊した神殿の歴史の古さについて語っている。
ユダヤ人たちはまたサマリア人の権力者であったサンバラト1世とその子のダライヤおよびシェレミヤ、またエルヤシブの子ヨハナンにも誓願している。サンバラトとヨハナンの名は「ネヘミヤ記」2章19と12章23に見えている。
バゴアスとダライヤはともに勅令によって神殿を再建の許可を与える返事を覚え書きの形式で書いている。
「1バゴヒとデライヤの言葉の覚え書き2に曰く、覚え書き：汝はエジプトにて……8当地にかつての通り（再）建することを……」
紀元前4世紀中ごろまでにエレファンティネの神殿は使われなくなった。ネクタネボ2世（在位360-343BC）の時代にクヌム神殿が再建・拡大されて、もとのヤハウェ神殿に取ってかわった発掘証拠がある。

## アナト・ヤフー
パピルスは、「捕囚期およびその後になっても、女神への崇敬は継続した」ことを示す。この文書はヌビア国境近くのエレファンティネに住むユダヤ人集団によって書かれたもので、その宗教は「鉄器時代第II期のユダ族の宗教とほぼ同じ」と記述されてきた。パピルスは、ユダヤ人がアナト・ヤフー（カウリーの番号づけでAP 44の3行目で言及）を崇拝していたことを記述する。アナト・ヤフーはヤハウェの妻（または聖なる配偶者であるパレドラ）であるか、またはヤハウェの位格的な相である。

## アナニヤとタムトの家族の記録
ブルックリン美術館の所蔵する8枚のパピルスは、特定のユダヤ人家庭に関するもので、ユダヤ神殿に勤務するアナニヤとその妻でエジプト人奴隷のタムト、およびその子供たちについての47年間にわたる日常生活に関する情報を提供する。1893年、エジプト人の農民たちが古代の泥煉瓦の家の遺跡を肥料にするために掘っていたときに、アナニヤとタムトの記録をエレファンティネ島で発見した。彼らは少なくとも8枚のパピルスの巻物を見つけ、チャールズ・エドウィン・ウィルバーがそれを購入した。ウィルバーはアラム語パピルスを発見した最初の人物だった。パピルスは主題によって結婚契約書・不動産売買書・借用証などに分類された。

## ギリシア語パピルス
1906年の発掘で、オットー・ルーベンゾーンは2箇所でギリシア語の書かれた容器と、プトレマイオス朝時代のさまざまな言語で書かれた多数のオストラコンを発見した。第1の発掘品には結婚契約書、遺言、遺産記録などの文書が含まれた。第2の発掘品はギリシア文字とデモティックで書かれ、内容はプトレマイオス3世時代に建設されたエドフ神殿に関するものだった。文書の書き手はエストフェニスという名で、おそらく神殿の祭司長であっただろう。

## 関連文献
- Cowley, Arthur, The Aramaic Papyri of the Fifth Century, 1923, Oxford: The Clarendon Press.
- Emil G. Kraeling, The Brooklyn Museum Aramaic Papyri, 1953, Yale University Press.
- Bezalel Porten, with J.J. Farber, C.J. Martin, G. Vittman, editors. 1996. The Elephantine Papyri in English: Three Millennia of Cross-Cultural Continuity and Change, (Brill Academic)
- Bezalel Porten, Archives from Elephantine: The Life of an Ancient Jewish Military Colony, 1968. (Berkeley: University of California Press)
- Yochanan Muffs (Baruch A. Levine の序論), 2003. Studies in the Aramaic Legal Papyri from Elephantine (Brill Academic)
- A. van Hoonacker, Une Communauté Judéo-Araméenne à Éléphantine, en Égypte aux VIe et Ve siècles av. J.-C., 1915, London, The Schweich Lectures
- Joseph Mélèze-Modrzejewski, The Jews of Egypt, 1995, Jewish Publication Society